# Albert Saint-Martin
Pour l’article homonyme, voir Saint-Martin.
Albert Saint-Martin, né en 1865 et mort en 1947, est un militant ouvrier, espérantiste et socialiste québécois. Toute sa vie, à la croisée du socialisme, du conseillisme et de l'anarchisme,, Saint-Martin s’est consacré à l’organisation de coopératives et d’institutions communautaires comme les comptoirs alimentaires, la Commune rurale, le Comité des sans-travail, l'Association humanitaire et l'Université ouvrière.
Parallèlement à son activité militante, Saint-Martin était aussi un pamphlétaire qui, à travers des articles et des brochures engagées, s’est livré à une critique virulente du capitalisme et des « classes dirigeantes » cléricales et bourgeoises. Comme plusieurs socialistes de son temps il a également défendu le régime soviétique, dénoncé le militarisme et lutté pour le droit des femmes et l’accès à l’éducation. Albert Saint-Martin est notamment le père de Théo Saint-Martin, médecin hygiéniste, né en 1888 et le grand-père de Fernande Saint-Martin, poète, essayiste et critique d'art, née à Montréal en 1927.

## Éléments biographiques

### De 1880 à la Première Guerre mondiale: l'engagement socialiste
Durant les années 1880, Saint-Martin occupe un poste de commis chez un marchand de bois; il apprend la sténographie et adhère au mouvement social des Chevaliers du travail (Knights of Labour). En 1886, il se marie et il ouvre un bureau de sténographe à Montréal. Dans les années qui suivent, Saint-Martin se distancie de l’Église et de la religion pour adopter une position laïciste. Il se passionne également pour l’espéranto qu’il apprend rapidement (et qu’il enseignera); cette langue « utopique » correspond parfaitement à ses idéaux communautaires.
En 1899, il fonde le Parti ouvrier indépendant et en 1904, il participe à la fondation du Parti ouvrier de Montréal. Il est candidat pour le POM dans Saint-Jacques en 1905, en même temps que pour le Parti socialiste du Canada. En 1906, il participe à l'organisation de la première manifestation du 1er mai à Montréal et, lors de la Première Guerre mondiale, il se joint aux manifestations contre la conscription. Durant ces années, il publie des tracts et des brochures engagées.

### Fondation de l'Université ouvrière
En 1925, Saint-Martin et ses compatriotes fondent l'Université ouvrière à Montréal qui exercera une influence non négligeable dans les milieux ouvriers et populaires. L’enseignement était composé de cours et de conférences sur différents sujets auxquels les ouvriers et les prolétaires n’avaient pas accès (comme l’histoire, la littérature, la politique, la géographie ou l’astronomie). Saint-Martin y animait des débats (où l’on pouvait intervenir librement) sur le droit des femmes, la religion, l’actualité et la politique internationale. Une bibliothèque était également à la disposition de ceux et celles qui fréquentaient l’établissement.

### Les années 1930: poursuites et persécutions
Durant les années 1930, les positions politiques et idéologiques de Saint-Martin (anticléricalisme, socialisme, publication du journal Spartakus, « organe officiel des chômeurs » dans lequel il dénonce la charité et ses sandwiches « à la shouashe ») lui causent des ennuis. Le clergé, les journaux du gouvernement et de groupuscules fascistes multiplient les attaques et les dénonciations. En 1930, l'Université ouvrière est saccagée par des étudiants de l'université de Montréal. Elle fait l’objet d’une nouvelle attaque l’année suivante par de jeunes militants. Ces épisodes s’accompagnent de pressions médiatiques (provenant surtout du Devoir) pour faire fermer l'Université ouvrière. En 1933, une loi spéciale du gouvernement provincial ordonne la dissolution de l'Université ouvrière, tandis que Saint-Martin est inculpé pour la publication de pamphlets jugés blasphématoires. Il est accusé de libelle séditieux et de libelle blasphématoire pour des propos tenus dans son journal Spartakus, et est reconnu coupable du second de ces chefs d'accusation. La même année, il est agressé et battu sauvagement par des jeunes fascistes. L'Université ouvrière disparaît en 1935 et Saint-Martin ne réussit pas à obtenir de permis pour la remettre en marche.

### Fin d'une vie militante
Poursuivi de toutes parts et critiqué dans les médias, Saint-Martin abandonne progressivement la vie militante. Il publie un dernier pamphlet intitulé Frankenstein ou consommateurs en 1939 qui porte sur les problèmes socio-économiques de l’époque. Il s’agit de choisir entre le « monstre » que représentent les grandes entreprises ou bien la défense des consommateurs. Cette publication ambiguë marque la fin de son activité militante. Les dernières années de sa vie s’achèvent dans l'abandon, l’incompréhension et l’oubli. Saint-Martin meurt en 1947 à l'âge de 83 ans.

### Bilan et postérité
Sa contribution au développement du mouvement ouvrier et politique québécois, au développement de l’éducation et à la vie communautaire est restée longuement méconnue. En 1979, Claude Larivière a montré le rôle fondamental de Saint-Martin dans la vie politique et militante d’une province encore très traditionaliste et sous l’emprise du clergé. Loin des milieux nationalistes, Saint-Martin a également su maintenir un lien avec le Canada anglais en se rapprochant de socialistes anglophones comme Tim Buck et en s'impliquant dans diverses organisations pancanadiennes de gauche.

## Publications
- Plaidoyer de M.O. Desmarais dans l’affaire Napoléon Demers, Montréal, Imprimerie Louis-Bélair, 1896.
- T’as menti !, Montréal, Section de langue française du Parti socialiste, 1920.
- Sandwiches « à la shouashe », Montréal, Spartakus, 1932.
- Frankenstein ou consommateurs !, Montréal, Ligue des consommateurs, 1939 (paru également en anglais).